# Arp 64
Arp 64 هو اصطدام مجري، يقع في كوكبة العواء.

## روابط خارجية
- Arp 64 على موقع ويكي سكاي: DSS2, SDSS, GALEX, IRAS, Hydrogen α, X-Ray, Astrophoto, Sky Map, Articles and images